# Мирное (Гринцевский сельский совет)
Мирное (укр. Мирне) — село,
Гринцевский сельский совет,
Лебединский район,
Сумская область,
Украина.
До 2016 года село носило название Ленинское.
Код КОАТУУ — 5922983207. Население по переписи 2001 года составляло 186 человек.

## Географическое положение
Село Мирное находится между реками Сула и Грунь (7 км).
На расстоянии в 1 км расположены сёла Гринцево и Дружное.
По селу протекает пересыхающий ручей с запрудой.

## История
В 1946 г. постановление ПВС УССР хутор Ленин-Карловка переименован в Ленинский.